# Maurice Guittet
Le lieutenant de vaisseau Maurice Guittet, né le 30 décembre 1908 à Moulins (Allier) et Mort pour la France le 8 novembre 1942 à Casablanca (Maroc), était un officier de marine français.